# Суурметса
Суурметса (ест. Suurmetsa, також Сууримитса ест. Suurõmõtsa) — село в Естонії, входить до складу волості Моосте, повіту Пилвамаа.